# ザウバー・C35
ザウバー・C35 (Sauber C35) は、ザウバーが2016年のF1世界選手権参戦用に開発したフォーミュラ1カーである。

## 概要
2016年2月29日に正式発表。ワイド&ローのショートノーズで先端には突起があるスタイルを継続した。

## 2016年シーズン
前半戦は深刻な資金難の影響で、フェラーリ製パワーユニット以外のアップデートもままならなかった。7月20日、共同株主だったスイスのロングボウ・ファイナンスS.A.へチームを売却し資金難を克服、マシンのアップデートも徐々に行えるようになった。ブラジルGPでフェリペ・ナッセが雨による混乱をかいくぐり9位入賞を果たし、コンストラクターズランキング最下位から脱出する値千金のポイントを獲得した。

## スペック

### シャシー
- シャシー カーボンファイバー製モノコック
- サスペンション
  - フロントサスペンション ダブルウィッシュボーン インボードスプリングおよびダンパーによるプッシュロッド式（ザックス・レース・エンジニアリング製）
  - リアサスペンション ダブルウィッシュボーン インボードスプリングおよびダンパーによるプルロッド式（ザックス・レース・エンジニアリング製）
- ブレーキ
  - ブレーキキャリパー ブレンボ
  - ブレーキパッド ブレンボ カーボンファイバー製
  - ブレーキディスク カーボン・インダストリー
- トランスミッション フェラーリ 8速クイックシフト・カーボンギアボックス 縦置き カーボンファイバー製クラッチ
- シャシー電子機器 MES
- ERS フェラーリ
- ステアリングホイール ザウバーF1チーム
- タイヤ ピレリ
- ホイール O・Z
- 全長 5,150 mm
- 全幅 1,800 mm
- 全高 950 mm
- フロントトレッド 1,460 mm
- リアトレッド 1,416 mm
- 重量 702 kg（ドライバーを含む、空タンク時）

### エンジン
- 名称 フェラーリ 061
- 気筒数・角度 V型6気筒 90度
- 排気量 1,600 cc
- ボア径 80 mm
- ストローク 53 mm
- バルブ数 24
- 最高回転数 15,000 rpm（レギュレーションで規定）
- ターボチャージャー シングルターボ
- 最大燃料流量 100 kg/h
- 最大燃料容量 100 kg
- インジェクション 500 bar 直接噴射
- ユニット数 4（1台あたり）

### ERSシステム
- バッテリー出力：4 Mj（1周あたり）
- MGU-K 出力：120 kW
- MGU-K 最高回転数：50,000 rpm
- MGU-H 最高回転数：120,000 rpm

## 記録
| 年   | No. | ドライバー | 1   | 2   | 3   | 4   | 5   | 6   | 7   | 8   | 9   | 10  | 11  | 12  | 13  | 14  | 15  | 16  | 17  | 18  | 19  | 20  | 21  | ポイント | ランキング |
| 年   | No. | ドライバー | AUS | BHR | CHN | RUS | ESP | MON | CAN | EUR | AUT | GBR | HUN | GER | BEL | ITA | SIN | MAL | JPN | USA | MEX | BRA | ABU | ポイント | ランキング |
| ---- | --- | ---------- | --- | --- | --- | --- | --- | --- | --- | --- | --- | --- | --- | --- | --- | --- | --- | --- | --- | --- | --- | --- | --- | -------- | ---------- |
| 2016 | 9   | エリクソン | Ret | 12  | 16  | 14  | 12  | Ret | 15  | 17  | 15  | Ret | 20  | 18  | Ret | 16  | 17  | 12  | 15  | 14  | 11  | Ret | 15  | 2        | 10位       |
| 2016 | 12  | ナッセ     | 15  | 14  | 20  | 16  | 14  | Ret | 18  | 12  | 13  | 15  | 17  | Ret | 17  | Ret | 13  | Ret | 19  | 15  | 15  | 9   | 16  | 2        | 10位       |

- 太字はポールポジション、斜字はファステストラップ（key）
- † 印はリタイアだが、90%以上の距離を走行したため規定により完走扱い。